# Czyste (gromada)
Czyste – dawna gromada, czyli najmniejsza jednostka podziału terytorialnego Polskiej Rzeczypospolitej Ludowej w latach 1954–1972.
Gromady, z gromadzkimi radami narodowymi (GRN) jako organami władzy najniższego stopnia na wsi, funkcjonowały od reformy reorganizującej administrację wiejską przeprowadzonej jesienią 1954 do momentu ich zniesienia z dniem 1 stycznia 1973, tym samym wypierając organizację gminną w latach 1954–1972.
Gromadę Czyste z siedzibą GRN w Czystem utworzono – jako jedną z 8759 gromad na obszarze Polski – w powiecie sochaczewskim w woj. warszawskim, na mocy uchwały nr VI/10/4/54 WRN w Warszawie z dnia 5 października 1954. W skład jednostki weszły obszary dotychczasowych gromad Andrzejów Duranowski, Czerwonka, Czyste, Duranów, Ignacówka, Kazimierów, Sochaczew i Wójtówka oraz wieś Czerwonka Parcele z dotychczasowej gromady Czerwonka Parcele ze zniesionej gminy Chodaków w tymże powiecie. Dla gromady ustalono 10 członków gromadzkiej rady narodowej.
31 grudnia 1959 z gromady Czyste wyłączono wsie Andrzejów Duranowski i Duranów, włączając je do gromady Jeżówka w tymże powiecie, po czym gromadę Czyste zniesiono a jej (pozostały) obszar włączono do nowo utworzonej gromady Kożuszki tamże.